# The Peripheral (televisieserie)
The Peripheral is een Amerikaanse internettelevisieserie die vanaf 21 oktober 2022 te bekijken is via Prime Video. Deze sciencefiction-serie van de makers van Westworld is gebaseerd op het gelijknamige boek van William Gibson uit 2014.

## Verhaal
In een nabije toekomst waarin technologie de samenleving veranderd heeft, proberen Flynne (Chloë Grace Moretz) en haar broer Burton (Jack Reynor) de medicatie van hun zieke moeder te betalen door bij te klussen als huurgamers: zij spelen tegen betaling VR-games in naam van rijkelui zodat die met straffe prestaties kunnen uitpakken.
Wanneer een geheimzinnig bedrijf hen een smak geld aanbiedt om een futuristische VR-headset te testen, gaan ze gretig op het aanbod in. Van zodra Flynne het apparaat opzet belandt ze in het Londen van 2099, waar een geheimzinnige stem haar opdrachten geeft. De VR-simulatie voelt echter zo levensecht aan dat ze er misselijk van wordt. Bovendien is ze er getuige van iets wat haar en haar familie ook in de echte wereld in gevaar brengt.

## Rolverdeling
- Chloë Grace Moretz als Flynne Fisher (Nederlandse stem: Vajèn van den Bosch)
- Gary Carr als Wilf Netherton (Nederlandse stem: Kiefer Zwart)
- Jack Reynor als Burton Fisher (Nederlandse stem: Chris Peters)
- JJ Feild als Lev Zubov (Nederlandse stem: Rutger Le Poole)
- T'Nia Miller als Cherise Nuland (Nederlandse stem: Joy Wielkens)
- Louis Herthum als Corbell Pickett (Nederlandse stem: Has Drijver)
- Katie Leung als Ash (Nederlandse stem: Cystine Carreon)
- Melinda Page Hamilton als Ella Fisher (Nederlandse stem: Gaby Milder)
- Chris Coy als Jasper Baker (Nederlandse stem: Valentijn Bernard)
- Alex Hernandez als Tommy Constantine (Nederlandse stem: Tarikh Janssen)
- Julian Moore-Cook als Ossian
- Adelind Horan als Billy Ann Baker (Nederlandse stem: Sanne Bosman)
- Austin Rising als Leon
- Eli Goree als Conner Penske (Nederlandse stem: André Dongelmans)
- Charlotte Riley als Aelita West (Nederlandse stem: Chava Voor in 't Holt)
- Alexandra Billings als Ainsley Lowbeer

## Afleveringen
| Nr. | Titel aflevering                   | Regisseur       | Schrijver                       | Uitzenddatum     |
| --- | ---------------------------------- | --------------- | ------------------------------- | ---------------- |
| 1   | Pilot                              | Vincenzo Natali | Scott B. Smith                  | 21 oktober 2022  |
| 2   | Empathy Bonus                      | Vincenzo Natali | Scott B. Smith                  | 21 oktober 2022  |
| 3   | Haptic Drift                       | Alrick Riley    | Scott B. Smith                  | 28 oktober 2022  |
| 4   | Jackpot                            | Alrick Riley    | Bronwyn Garrity, Scott B. Smith | 4 november 2022  |
| 5   | What About Bob?                    | Vincenzo Natali | Jamie Chan                      | 11 november 2022 |
| 6   | Fuck You and Eat Shit              | Vincenzo Natali | Greg Plageman, Scott B. Smith   | 18 november 2022 |
| 7   | The Doodad                         | Alrick Riley    | Jamie Chen, Scott B. Smith      | 25 november 2022 |
| 8   | The Creation of a Thousand Forests | Alrick Riley    | Scott B. Smith, Greg Plageman   | 2 december 2022  |

## Kritische ontvangst
Op Metacritic, dat een gewogen gemiddelde gebruikt, krijgt de serie een score van 57/100 op basis van 20 recensies, wat wijst op "gemengde of gemiddelde beoordelingen". Ook in Vlaanderen lopen de meningen in de pers uiteen.